# Civilização Heládica
Civilização heládica é um termo moderno usado para identificar uma sequência de períodos que caracterizaram a cultura do continente grego durante a idade do bronze.

## Periodização
| Período                       | Data aproximada            |
| ----------------------------- | -------------------------- |
| Heládico Inferior I (HII)     | 3100/3000 – 2650 a.C.      |
| Heládico Inferior II (HIII)   | 2650 - 2450/2400 a.C.      |
| Heládico Inferior III (HIIII) | 2450/2400 - 2000/2150 a.C. |
| Heládico Médio I (HMI)        | 2050/2000 - 1900/1850 a.C. |
| Heládico Médio II (HMII)      | 1900/1850 - 1700 a.C.      |
| Heládico Médio III (HMIII)    | 1700 - 1675 a.C.           |
| Heládico Superior I (HSI)     | 1675 - 1500 a.C.           |
| Heládico Superior II (HSII)   | 1500 - 1450 a.C.           |
| Heládico Superior III (HSIII) | 1450 - 1100 a.C.           |

## Heládico Inferior

### Cultura Eutresis
A cultura Eutresis foi a primeira cultura heládica a desenvolver-se no continente. Compreendeu o período de 3100 – 2650 a.C. e produziu sítios na Beócia (Eutresis, Lithares), na Ática (Palaia Kokkinia), na Coríntia (Perachora-Vouliagmeni e Nemeia-Tsoungiza) e na Argólida (Talioti).
A cerâmica característica desta cultura foi amplamente difundida desde o Peloponeso até à Tessália. É possível que as variantes regionais da cultura sejam distintas e, possivelmente, bastante numerosas.
Objetos de pedra, osso e argila (carretéis, fusos espirais e pesos de tear) são medíocres. Metal é extremamente raro. Na cerâmica há preferência pelo vermelho, com ou sem polimento. A cerâmica de utensílios da cozinha era composta por tigelas, frascos e taças de boca larga ou potes.

### Cultura Korakou
A cultura Korakou é amplamente distribuída em todo o Peloponeso, Ática, Eubeia, Beócia, Fócida, Lócrida, e ilha de Lêucade e desenvolveu-se entre 2650 – 2200/2150 a.C.. A cerâmica típica da cultura Korakou é encontrada na Tessália, em Creta e nas Cíclades. Muitos assentamentos desta cultura, especialmente na Argólida, foram destruídos e incendiados antes de serem abandonadas ou retomadas pelos portadores da cultura Tirinto; Eutresis na Beócia e Kolonna na Égina são ditas como áreas de transição pacífica para a cultura Tirinto.
Muitos sítios da cultura Korakou continuaram a ser ocupados durante o período seguinte, no entanto, umas grandes quantidades, possivelmente aldeias de pescadores ou fazendas isoladas, foram progressivamente abandonadas, sendo repovoadas apenas durante o período da civilização micênica. O tamanho dos sítios levou a estudiosos acreditarem que havia certa hierarquia social.
As aldeias eram compostas por edifícios retangulares com telhados planificados e alguns fornos fixos. Nas aldeias havia edifícios públicos e, especialmente os sítios costeiros, possuíam fortificações. Estes edifícios eram retangulares e de dois andares, caracterizados por uma série linear de quartos quadrados, salas retangulares no centro e corredores laterais que serviam como escadas. Estes edifícios eram cobertos por telhas geralmente de terracota, no entanto, também foi evidenciada a mistura de xisto com terracota.
Dentro da cultura Korakou, houve grande divergência quanto as práticas funerárias, não havendo um estilo padrão. Entre os principais estão:
- Sepultamentos em covas unitárias dentro do assentamento (Ayios Stephanos, Lacônia);[2]
- Cemitérios extramuros de cistas contendo sepultamentos múltiplos (Ayios Kosmas e cemitério Tsepi em Maratona, Ática);[2]
- Enterros individuais em pitos, cistas ou poços, todos levantados por plataformas circulares que apoiaram montes cobertos com uma camada de pedra. Todos estão localizados fora do assentamento. Há evidências de cremações em alguns túmulos. Os pitos e cistas construídos de alvenaria eram os túmulos primários e possuíam grande quantidade de bens de túmulos. As cistas de pedra eram secundárias (Lêucade);[2]
- Enterros múltiplos em pequenas câmaras de rochas com abertura vertical (Corinto, Coríntia);[2]
- Enterros múltiplos em tumbas escavadas em câmaras na rocha constituindo um cemitério extramuros (Zygouries, Coríntia);[2]
- Uma série de cemitérios extramuros compostos por tumbas escavadas em câmaras nas rochas utilizadas para inumações múltiplas. As câmaras de pequenas tumbas são circulares ou trapezoidais com telhados inclinados para baixo. As câmaras são abordadas por eixos verticais curtos ou inclinações abruptas. A entrada das câmaras são seladas por lajes de pedra. Os ossos dos mortos possuem cortes, possivelmente provocados durante o corte dos tendões, para facilitar a flexão do cadáver após o rigor mortis (Manika, Eubeia).[2]

A cerâmica korakou é dividida em três classes distintas. Pires, tigelas com jantes em forma de T, grandes mergulhadores com alças aneladas, colheres pequenas, molheira, jarros de bico e ascos são alguns dos produtos manufaturados e se dividem em duas classes. A mais comum é a conhecida Urfirnis do Heládico Inferior (tal alcunha é utilizada para diferenciar o Urfirnis do neolítico). Esta cerâmica é normalmente revestida com uma pintura variando do preto, passando por marrom a vermelho e era frequentemente molhada em uma variedade dessas cores mais escuras. Grandes bacias, frascos de água e numerosas formas menores foram parcialmente pintadas ou tem uma banda simples na borda. Raramente, os vasos são decorados com verdadeiros padrões Urfirnis escuros sobre um fundo de argila clara. A segunda classe é a chamada Cerâmica Amarelo-Mosqueada ou Cerâmica Marfim, que é semelhante a Cerâmica Urfirnis, no entanto, é revestida com um pedaço de cor clara, ao invés de um escuro e geralmente é polido. As cores desta cerâmica variam muito, e incluem amarelo, rosa e cinza-azulado. A maioria das formas fechadas, incluindo hídrias ou jarros de água, é feita em uma superfície pálida, tecidos grosseiramente e normalmente são deixados sem pintura. A terceira classe é composta por rudes cerâmicas de cozinha de superfície escura e não polidas. É composta principalmente por bacias profundas com jantes inclinadas que muitas vezes apresentam uma decoração de plástico e impressões na forma de bandas ou terminais logo abaixo da borda.
Em argila, pitos e fornos de fundição são muitas vezes decoradas com desenhos feitos por materiais cilíndricos. Figuras de animais feitas de barro são bastante comuns (vacas, touros, ovelhas, etc.) e, em alguns casos apresentam intencionalmente a barriga cortada, provavelmente indicativo da prática de açougue e possivelmente até mesmo do processo de sacrifício. Diversos selos foram identificados nos sítios da cultura e eram feitos de pedra, terracota e, um único exemplar, de chumbo. Fusos espirais e pesos de tear são comuns. Algumas "âncoras" de terracota aparecem nesse período.
A obsidiana é a matéria-prima principal para confecção de produtos de pedra. Vasos de pedra e estatuetas semelhantes a das Cíclades foram identificados na Ática e Eubeia. Pilões de pedra e moinhos são comuns, assim como contas e pingentes de vários tipos. Machados de pedra (chamados celtas) também são comuns. De osso, pequenas ferramentas de vários tipos são bastante comuns: alfinetes, furadores, agulhas, anzóis, e tubos pequenos para conter pigmentos. Punhais e pinças de cobre/bronze são comuns, este último particularmente nas sepulturas. Há certa quantidade de jóias de ouro em túmulos. Molheiras de ouro e taças de prata são conhecidas da Eubeia.
As estatuetas mais comuns são três animais tridimensionais em terracota, figuras de ovelhas e gado (só a cabeça, pescoço, e ocasionalmente os ombros). A existência de figuras mais complexas é sugerida por fragmentos de bois de Tsoungiza, o que também é a primeira evidência, no continente grego, para o uso de animais de tração ou arado. Figuras humanas são feitas em terracota e mármore. A representação pictórica na cerâmica geralmente toma forma de insetos (especialmente aranhas). Também foi identificada uma cena de um quadrúpede amamentando seus filhotes.

### Cultura Lefkandi I
A cultura Lefkandi desenvolveu-se entre 2450/2400 – 2200/2150. A distribuição da cerâmica da cultura Lefkandi I no continente ocorreu na Tessália, Eubeia, Ática Oriental, Beócia, e Égina. Os tipos de cerâmica pertencentes a esta cultura varia enormemente de local para local.
O único local escavado que possui túmulos atribuídos a esta cultura são de Manika na Eubeia. O método de sepultamento é idêntico ao praticado durante a cultura Korakou.
A cerâmica da cultura Lefkandi I é caracterizada por distintivas formas em vermelho ou preto polido, claramente derivado de protótipos da Anatólia. As formas favoritas incluem pratos, tigelas com jantes encurvadas, canecas com um cabo, copos com dois cabos, raras jarras de bico de píxides esféricos incisos. Na Beócia ainda foram encontradas outras formas como a caneca pétala de aro (ou boca dobrada), a tigela Bass (tigela com alça em forma de ombro com lábio invertido) e o Trompettenkanne (jarro de boca redonda e perfil angular do corpo).
A cultura Lefkandi I é considerada por muitos autores como a antecessora e progenitora da cultura Tirinto.

### Cultura Tirinto
A distribuição total da cultura Tirinto, assim, inclui: Argólida, Acaia, Arcádia, Élida (a norte do Peloponeso), Beócia, Fócida, Lócrida, Eubeia (ao sul da Tessália) e as ilhas jônicas (Ítaca e possivelmente Lêucade). Desenvolveu-se entre 2200/2150 - 2050/2000 a.C..
A cultura Tirinto parece ser o resultado de um processo de "fusão cultural" entre as culturas Korakou e Lefkandi I, uma vez que, parece ter sido alcançada através da violência (por exemplo, sítios na Argólida), mas que decorreu de forma pacífica em outros lugares (por exemplo, sítios da Grécia central).
A cerâmica da cultura Tirinto é divida em duas classes de padrões de cerâmica pintada: Cerâmica Decorada: ornamentos são geométricos e quase exclusivamente retilíneos, apresentando uma preferência por traços finos, traços cruzados, e motivos de franjas, especialmente triângulos; Cerâmica Agia Marina: ornamentos e formas são similares e, ao mesmo tempo, um pouco diferente, das características da Cerâmica Decorada. A tinta escura de ambas as cerâmicas é moderadamente brilhante e parece ser descendente da pintura Urfirnis. As formas principais eram canecas de duas alças, copos com alça manejada, tigelas Bass (alças manipuladas), grandes potes e ascos. Jarros e píxides esféricos e pescoço cilíndrico são peculiares da Cerâmica Decorada, assim como os copos cilíndricos distintivos conhecidos como copos ouzo, que geralmente são decorados apenas com bandas ao invés de padrões geométricos.
As formas menores (xícaras, tigelas Bass e canecas) são posteriormente polidas, na medida em que as formas maiores (grandes bacias, potes de água, jarros e ascos) não são e a pintura destas levou-as a receberem a classificação de Cerâmica Besuntada. Outra classe distinta consiste em finos vasos cinza polidos, quase invariavelmente cântaros, tigelas Bass e canecas. Esta cerâmica foi produzida em rodas, na medida em que quase todo o resto da cerâmica desse período é artesanal. A cerâmica de cozinha do período é distinta, muitas vezes sendo decorada com projeções de botões na aba ou no ponto do corpo com máximo diâmetro. Estas características formaram para este tipo de cerâmica a alcunha de Cerâmica Saliente.
O sítio com melhor preservação da arquitetura desta cultura é o sítio de Lerna. As casas de Lerna são absidais, mas, ocasionalmente retangulares. Geralmente são unidades de dois ou três quartos com ruelas estreitas correndo entre eles, com uma entrada axial localizada no lado mais curto e, normalmente, com um alpendre raso em frente a esta entrada. Os mais antigos edifícios de Lerna IV são grosseiramente construídos de pau a pique colocado sobre um quadro de madeira, mas depois estas casas foram construídas de tijolos sobre um pedestal de escombros de pedra. Em alguns lugares, até sete níveis de construção são estratificados, um sobre o outro dentro de Lerna. Estes edifícios, embora ocasionalmente muito grandes (12 x 7 metros), geralmente são frágeis e devem ter tido uma curta vida útil. Há um grande número de bothroi (tanques rituais de forma circular ou retangular), a maioria deles, evidentemente, servindo como valas de lixo, apesar de muitos poderem ter sido utilizados para fins de armazenamento. As cidades V e VI em Kolonna foram os únicos sítios fortificados da cultura Tirinto.
Em Lerna, nove sepultamentos infantis foram encontrados dentro do assentamento (sete em covas simples, um em uma jarra, e um em que pode ter sido uma cista mal construída). Não houve bens em nenhum dos túmulos. Os adultos devem ter sido enterrados em cemitérios murados, no entanto, não há evidências de inumações de pessoas adultas. Em Olímpia, três crianças foram encontradas individualmente enterradas em pitos com a tampa de seus túmulos constituída por lajes de pedra. Esses túmulos foram localizados dentro do assentamento, e dois destes possuíam potes como bens.
As ferramentas de pedra distintivas do período incluem machados-martelo furados e as chamadas "setas-endireitadas" Ferramentas de pedra eram utilizadas na fabricação de instrumentos de osso, que são mais comuns. Em Lerna a importação de lâminas de sílex, assim como de obsidiana para manufatura de ferramentas declinou acentuadamente o que fez com que Lerna se tornasse mais auto-suficiente. Isso pode ser evidência de um gradual declínio do comércio de pedras ou então uma parada repentina.
Um punhal, um prego e um alfinete de metal e um molde de pedra para um punhal vêm de Lerna IV. Um tesouro composto por um machado martelo, dois machados planos, dois cinzéis e dois furadores vem de Tebas, enquanto que uma faca é conhecida a partir de Eutresis. Da cidade IV em Kolonna foi encontrado um forno complexamente construído, possivelmente utilizado para fundição de minérios para a obtenção de cobre ou para processamento de sucata. Na Ática há evidências de práticas mineradoras. Em Lerna novos tipos de estatuetas de formato cônico e "âncoras" foram encontrados.

## Heládico Médio
Este período, segundo a tradição, é caracterizado por periódicas invasões de indo-europeus, os helênicos, na Hélade. O período inicia-se com a invasão aqueia em 2000 a.C., sendo esta invasão seguida, pela dos jônicos e eólicos em 1700 a.C. Este período também é conhecido como o início do período pré-homérico (2000-1200 a.C.).

### Arquitetura
Os assentamentos do heládico médio são localizados no topo de colinas rochosas ou elevações e estes possuem uma densidade relativamente mais baixa do que os do período anterior. Os assentamentos estão em grande maioria no Peloponeso e na Grécia Central até o curso do vale do rio Spercheios.
Os assentamentos no geral possuem fortificações e são compostos por megarons retangulares ou apsidais independentes, formados por dois ou três quartos separados. As construções são de tijolos sobre um pedestal de pedra baixo. A entrada das casas está geralmente localizada axialmente em um dos lados menores.

### Cerâmica
É comum a exportação da cerâmica da cultura do heládico médio para a Tessália, Macedônia Ocidental, Cíclades, Creta e para a Anatólia (Troia).

#### Cerâmica mínia
O termo "mínia" refere-se a um conjunto de cerâmicas monocromáticas polidas. Esta cerâmica fabricada com argilas moderada ou extremamente fina pode possuir cor cinza, preta, vermelha, amarela e variedades. As formas comuns são formas abertas, especialmente taças e cântaros. Pedestais altos com nervuras são característicos de alguns tipos da cerâmica mínia, no entanto, no final do heládico médio, os pedestais tornaram-se menores e perderam as nervuras em detrimento do surgimento de anéis incisos. A decoração da cerâmica normalmente assume ranhuras no ombro superior de taças e cântaros, semicírculos incisos paralelos e círculos concêntricos carimbados. A cerâmica mínia amarela é comumente, por causa de sua cor, decorada com cor fosca.

#### Cerâmica pintada fosca
O termo "pintada fosca" descreve a falta de luz na tinta usada para produzir padrões chiaroscuro em uma variedade de cerâmicas que diferem consideravelmente em termos de superfície, composições e até mesmo cores. Ocasionalmente, uma pintura fosca clara é aplicada sobre uma camada fosca escura para produzir o padrão. Este tipo de decoração foi amplamente aplicado em jarros, potes, copos e taças. Vasos grandes possuem uma superfície mais grossa do que os menores, pois estes precisam de mais material para a têmpera para poderem servir como aglutinantes de argila. No geral, os padrões decorativos são retilíneos, no entanto, a influência externa causou a introdução de padrões curvilíneos, incluindo alguns que são naturalistas.

#### Cerâmica de cozinhar
Os utensílios mais característicos deste tipo de cerâmica são frascos de boca larga e vasilhas profundas com uma única alça vertical alta surgida a partir da jante. Eram decorados com ornamentos grosseiramente incisos.

#### Cerâmica importada
Desde o início do heládico médio foram encontradas na costa do Peloponeso vasos de cerâmica, comumente conhecidos como parte da Cerâmica Lustrosa. Esta cerâmica é decorada com uma camada uniforme ou com padrões chiaroscuro com uma tinta brilhante à base de ferro que variou do preto, passando de marrom a vermelho. Frequentemente ao longo de uma camada uniforme escura são adicionadas faixas ou padrões em branco ou roxo fosco, ou ambos. A grande maioria dos objetos desta cerâmica é produzida em dois tipos de texturas, uma fina e uma meio grosseira. As formas desta cerâmica geralmente são imitações de cerâmicas minoicas com pintura policromada e técnica chiaroscuro. No entanto, é importante lembrar que algumas das peças encontradas são genuinamente minoicas.
O segundo maior grupo de cerâmicas importadas é o chamado cerâmica eginetana. Esta cerâmica recebe este nome em decorrência do local de sua produção, a ilha vulcânica de Egina. Esta cerâmica é caracterizada por formas com temperamento mineral distintivo, incluindo plaquetas de mica cor de ouro (provavelmente biotita). Nela existem três classes bastante distintas: tigelas e taças vermelhas escorregadas e polidas; panelas grossas ou meio grossas com ou sem alças, e uma grande variedade de cerâmica de mesa com pintura fosca (pratos, jarros, cântaros, etc.) e recipientes de armazenamento (frascos barril, frasco de pescoço estreito, hídrias, ânforas, etc.). Além da similaridade da textura, estes vasos têm em comum o emprego extensivo de "marcar de oleiro", geralmente sob a forma de sinais incisos ou impressos sobre ou perto da base, mas algumas panelas.

### Utensílios
Chert parece ser ter sido mais usada do que a obsidiana lascada para ferramentas. As formas típicas são flechas em forma de folha e foices dentadas (denticuladas). Ferramentas de pedra polida incluem martelos-machado com buraco no eixo, cabeças de clavas, e pilões e amoladores de vários tipos. Amoladores de arenito são bastante comuns, assim como são os discos circulares de xisto com perfuração central, que poderiam ter sido usados na preparação e padronização da espessura do junco para cestaria.
Instrumentos feitos de osso incluem furadores, perfuradores, puxadores ou pinos com cabeça entalhada, trabalhadas presas de javali, e chifres para celtas, picaretas e martelos.
Cobre e bronze ocorrem na forma de facas, cinzéis, machados planos, punhais, pontas de lanças, pinças, brincos, bobinas de cabelo, pulseiras, broches, anéis e colares. Ouro, prata e eletro são raros e ocorrem apenas como joias. Grampos de chumbo são usados para consertar panelas.
Carretéis e fusos espirais de terracota são bastante comuns, sendo o último decorado com incisões. Não há estatuetas deste material.

### Costumes funerários
Enterros extramurais são típicos dos assentamentos. Os cemitérios são compostos por cistas e covas. Um tipo especial de cemitérios extramurais são os compostos por túmulos. Bens nos túmulos são raros, no entanto, ao longo do período, aumentam em número concomitantemente com o aumento dos túmulos individuais. Estes são sinais de aumento do poder econômico da sociedade. Há enterros múltiplos, mesmo que raros.